# Oberea pseudopictipes
Oberea pseudopictipes là một loài bọ cánh cứng trong họ Cerambycidae.